# Палмейрас-ду-Токантинс

Палмейрас-ду-Токантинс на карте штата.

Палмейрас-ду-Токантинс (порт. Palmeiras do Tocantins) — муниципалитет в Бразилии, входит в штат Токантинс. Составная часть мезорегиона Западный Токантинс. Входит в экономико-статистический микрорегион Бику-ду-Папагаю. Население составляет  5 740 человек на 2010 год. Занимает площадь 747,898 км². Плотность населения — 7,67 чел./км².

## Демография
Согласно сведениям, собранным в ходе переписи 2010 г. Национальным институтом географии и статистики (IBGE), население муниципалитета составляет:
| Полное население                               | Полное население                               | Полное население                               | Полное население                               | 5 740 |
| ---------------------------------------------- | ---------------------------------------------- | ---------------------------------------------- | ---------------------------------------------- | ----- |
| в том числе:                                   | Городское население                            | 3 232                                          | Процент городского населения, %                | 56,31 |
|                                                | Сельское население                             | 2 508                                          | Процент сельского населения, %                 | 43,69 |
|                                                | Мужское население                              | 2 991                                          | Процент мужского населения, %                  | 52,11 |
|                                                | Женское население                              | 2 749                                          | Процент женского населения, %                  | 47,89 |
| Плотность населения, чел/км²                   | Плотность населения, чел/км²                   | Плотность населения, чел/км²                   | Плотность населения, чел/км²                   | 7,67  |
| Население муниципалитета в % к населению штата | Население муниципалитета в % к населению штата | Население муниципалитета в % к населению штата | Население муниципалитета в % к населению штата | 0,41  |

По данным оценки 2016 года население муниципалитета составляет 6 362 жителя.

## Статистика
- Валовой внутренний продукт на 2003 составляет 13.718.691,00 реалов (данные: Бразильский институт географии и статистики).
- Валовой внутренний продукт на душу населения на 2003 составляет 2.573,86 реалов (данные: Бразильский институт географии и статистики).
- Индекс развития человеческого потенциала на 2000 составляет 0,582 (данные: Программа развития ООН).

## Важнейшие населенные пункты
| № | Населённый пункт       | Населённый пункт (порт.) | Категория | Население чел. (2010) | На карте                       |
| - | ---------------------- | ------------------------ | --------- | --------------------- | ------------------------------ |
| 1 | Палмейрас-ду-Токантинс | Palmeiras do Tocantins   | город     | 3 232                 | 6°36′36″ ю. ш. 47°32′52″ з. д. |
| 2 | Примейру-ди-Жанейру    | Primeiro de Janeiro      | поселок   | 228                   | 6°37′39″ ю. ш. 47°39′44″ з. д. |
| 3 | Санта-Лузия            | Santa Luzia              | поселок   | 187                   | 6°37′24″ ю. ш. 47°33′41″ з. д. |
| 4 | Примейру-ди-Жанейру II | Primeiro de Janeiro II   | поселок   | 91                    | 6°36′46″ ю. ш. 47°41′23″ з. д. |
| 5 | Педра-Вермелья         | Pedra Vermelha           | поселок   | 78                    | 6°31′54″ ю. ш. 47°36′25″ з. д. |
| 6 | Бонс-Амигус            | Bons Amigos              | поселок   | 40                    | 6°32′32″ ю. ш. 47°35′54″ з. д. |